# Mae Nam Khwae Yai
Der Mae Nam Khwae Yai (Thai: แม่น้ำแควใหญ่, Aussprache: [mɛ̂ː náːm kʰwɛː jàj], „Großer Nebenfluss“; oder nur Khwae Yai, in Deutschland bekannt als Kwai) ist ein Fluss im westlichen Teil Zentralthailands nahe der Grenze zu Myanmar (früher Birma). Bei Kanchanaburi vereinigt er sich mit dem Khwae Noi und heißt von da an Mae Klong. Der Mae Klong mündet in der Provinz Samut Songkhram in den Golf von Thailand.
Der Fluss ist durch den Roman „Die Brücke am Kwai“ von Pierre Boulle und dessen Verfilmung von David Lean weltbekannt geworden. Hier wurden 1942/1943 Kriegsgefangene von den Japanern gezwungen, zwei parallele Brücken über den Fluss zu errichten. Die Brücken gehörten zur Thailand-Burma-Eisenbahn, auch Death Railway („Eisenbahn des Todes“) genannt, eine durchgehende Eisenbahnstrecke vom Bahnhof Ban Pong an der thailändischen Südbahn nach Thanbyuzayat an der birmesischen Südbahn. Dies war Teil der Vorbereitung eines japanischen Angriffs auf Britisch-Indien während des Zweiten Weltkriegs. Die eine Brücke wurde aus Holz, die andere aus Beton und Stahl konstruiert. Die letztere dient noch heute dem Eisenbahnverkehr.
Die Benennung der Brücke beruhte eigentlich auf einem Missverständnis: Sie führte über den Fluss Mae Klong, die Eisenbahnlinie führte dagegen größtenteils entlang des Khwae Noi (in englischer Umschrift „Kwai“), von dem der literarische Name der Brücke abgeleitet wurde. In den 1960er Jahren wurde der Oberlauf des Mae Klong oberhalb Kanchanaburis in Khwae Yai umbenannt, sodass die Brücke nun wirklich über einen Fluss namens Khwae (bzw. „Kwai“) führt.
Die Si-Nakharin-Talsperre staut den Fluss auf zum Si-Nakharin-Stausee, der im Nationalpark Chaloem Rattanakosin liegt.

## Sehenswürdigkeiten
- Der Erawan-Wasserfall wird weithin als Thailands schönster Wasserfall angesehen. Er strömt in der Nähe des Erawan-Nationalparks in sieben Kaskaden eindrucksvoll über die Felsen.

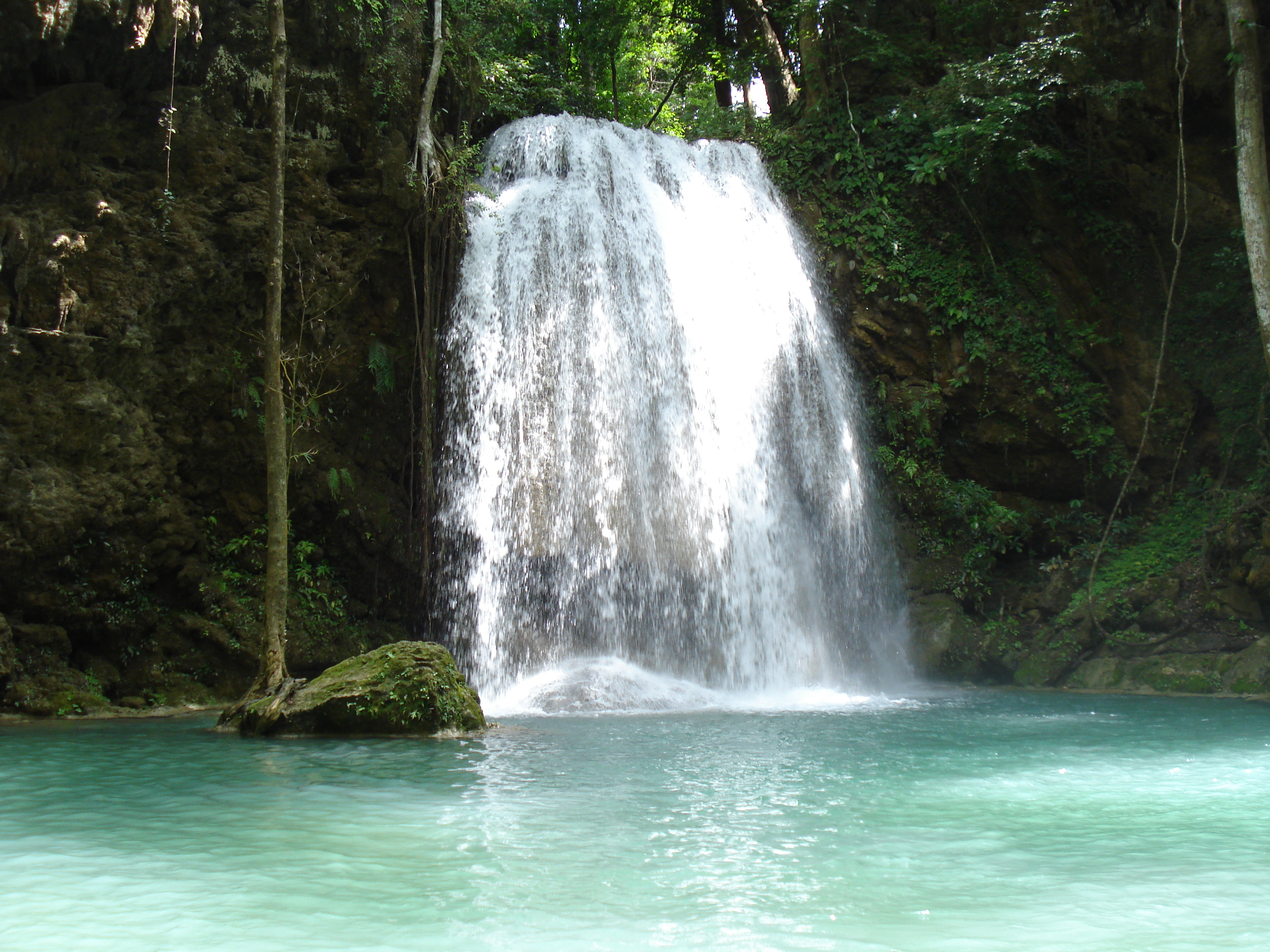
Der Erawan-Wasserfall
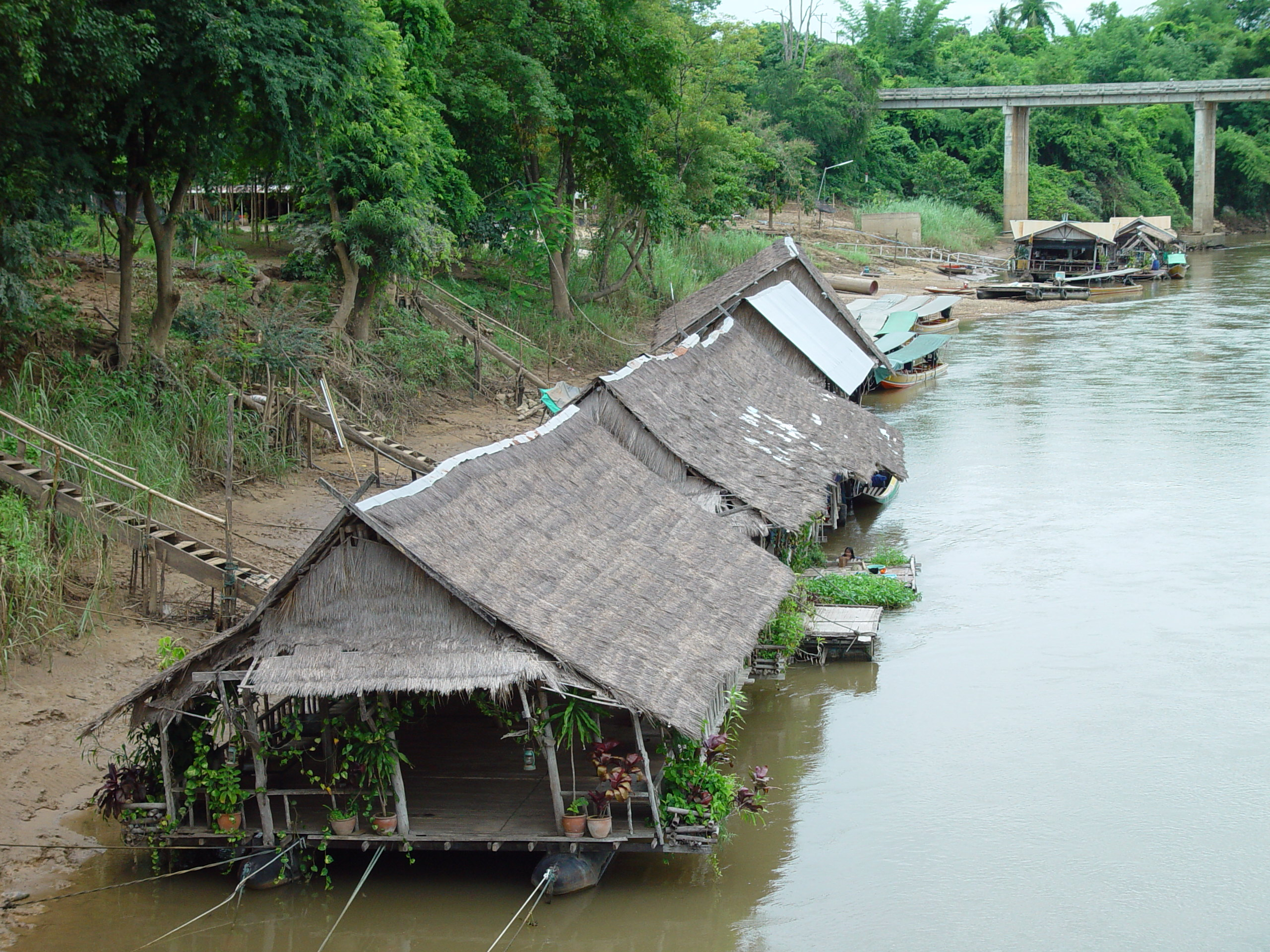
Typisches schwimmendes Haus auf dem Khwae Yai
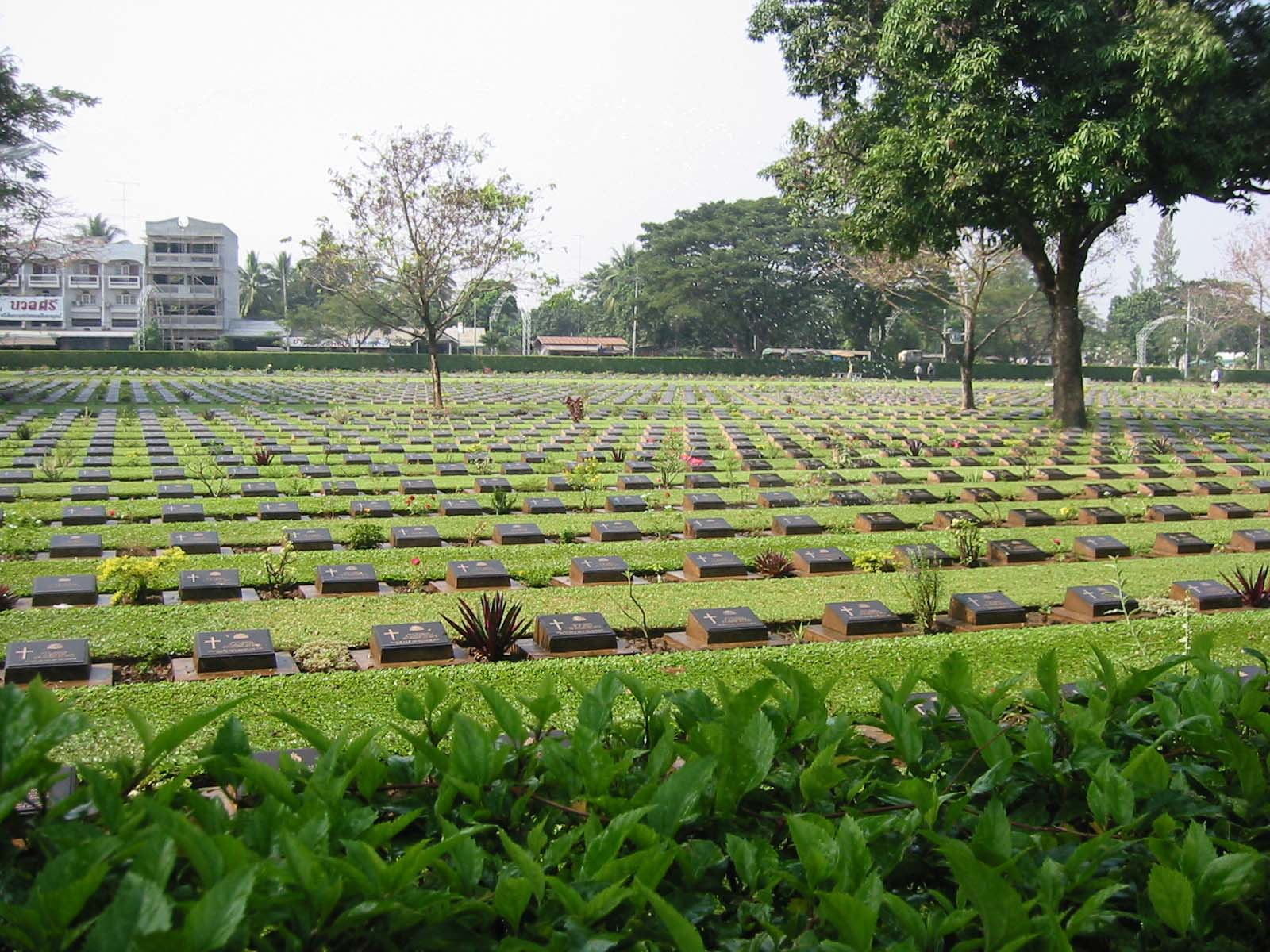
Friedhof der beim Bau der Brücke getöteten Zwangsarbeiter
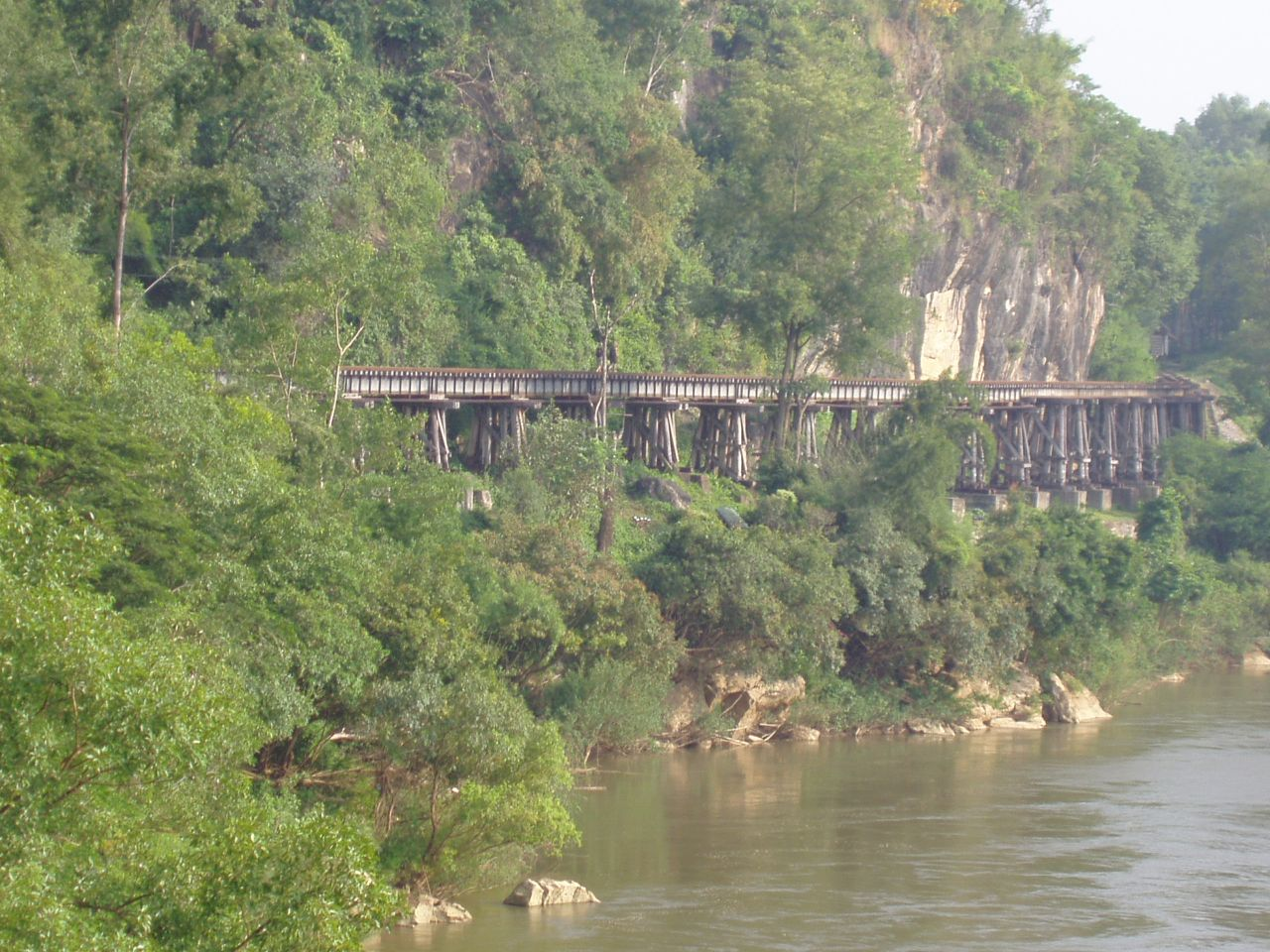
Teil der „Todeseisenbahn“

## Filme
- Die Brücke am Kwai (The Bridge on the River Kwai), USA/GBR 1957, Regie: David Lean
- To End All Wars – Die wahre Hölle (To End All Wars), USA/GBR/THL 2001, Regie: David L. Cunningham

Eine Schlüsselszene des Films Die durch die Hölle gehen, das Gefangenenlager mit den Käfigen, wurde am Mae Nam Khwae Yai gedreht.